# 马赛有轨电车
马赛有轨电车（法語：Tramway de Marseille），是法國第二大城市馬賽的有軌電車系統。現代的马赛有轨电车2007年開始服務，有三条路线，全長13公里，共28個車站，被喻為馬賽的「城市流動地標」，亦已成為歐洲城市復甦的象徵之一。

## 歷史
马赛有轨电车最早出現於1876年，由馬匹拉動，行走於老城區的主要街道麻田街，1899年開始電氣化，路線亦有所擴充，整個系統由城市及市郊路線所組成，服務遠至外圍的村莊，各路線均以老城區或馬賽老港作為終點。多年來車廂不斷更新，至1939年，马赛有轨电车已擁有71條路線。第二次世界大戰之後，電車開始沒落，逐漸被巴士所取代，至1955年老城區已沒有電車，1960年1月21日最後一班電車停駛。

## 現代的马赛有轨电车
現代的马赛有轨电车於2007年6月30日重開，為減少路上汽車計劃的一部分，行走於舊有的68號線之上，連接西北部的歐洲地中海新區及東南部的12區。新型的電車是龐巴迪公司（Bombardier）Flexity 100%低底盤電車車系的Flexity Outlook系列，為低底盤可雙向行駛、五節車廂的列車。車站採用開放式如巴士站一般的設計，車票驗票機也是開放式的，乘客們需要自律購票。

## 线路网

马赛有轨电车线路网（2019年）

### 文獻
- Histoire des Transports dans le Villes de France, Jean ROBER. （法文）
- Les tramways de Marseille ont cent ans, Jacques Laupiès et Roland Martin. 1st edition: 1975, new edition: ISBN 2-903963-51-7. （法文）

## 外部連結
- RTM – official website （页面存档备份，存于） （法文）
- Line 68 on MétroPole （法文）